# ŽNL Šibensko-kninska 2021./22.
Ovaj članak je podtema članka: 4. rang HNL-a 2021./22.

ŽNL Šibensko-kninska u sezoni 2021./22. predstavlja ligu četvrtog stupnja hrvatskog nogometnog prvenstva.  
 
U ligi sudjeluje osam klubova, od koja dva van konkurencije. 
Prvo mjesto je osvojio "Rudar" iz Siverića.

## Sustav natjecanja
osam klubova igra trokružnu ligu (21 kolo, odnosno momčadi u konkurenciji po 15 utakmica međusobno). 

## Sudionici
- Dinara – Knin
- DOŠK –  Drniš
- Janjevo – Kistanje
- Mladost – Tribunj
- Rudar – Siverić, Drniš
- Šibenik II – Šibenik  (van konkurencije)
- Vodice II – Vodice  (van konkurencije)
- Zagora II – Unešić  (van konkurencije)

## Ljestvica
| Poz. | Momčad           | U  | P  | N | I  | G+ | G– | G+/– | Bod. | Nastavak natjecanja ili ispadanje |
| ---- | ---------------- | -- | -- | - | -- | -- | -- | ---- | ---- | --------------------------------- |
| 1.   | Rudar (P)        | 15 | 12 | 1 | 2  | 34 | 11 | +23  | 37   |                                   |
| 2.   | DOŠK Drniš       | 15 | 10 | 2 | 3  | 35 | 13 | +22  | 32   | Kvalifikacije za 3. NL – Jug      |
| 3.   | Mladost Tribunj  | 15 | 8  | 1 | 6  | 28 | 23 | +5   | 25   |                                   |
| 4.   | Dinara Knin      | 15 | 5  | 3 | 7  | 21 | 24 | −3   | 18   |                                   |
| 5.   | Šibenik II       | 15 | 4  | 3 | 8  | 16 | 25 | −9   | 15   | Van konkurencije                  |
| 6.   | Janjevo Kistanje | 15 | 1  | 0 | 14 | 3  | 41 | −38  | 3    |                                   |
| 7.   | Zagora Unešić II | 0  | 0  | 0 | 0  | 0  | 0  | 0    | 0    | Van konkurencije                  |
| 8.   | Vodice II        | 0  | 0  | 0 | 0  | 0  | 0  | 0    | −1   | Van konkurencije                  |

1. ↑  1 bod oduzet od saveza.

## Rezultatska križaljka
| kratica | klub             | DIN      | DOŠK     | JANJ     | MLA      | RUD      | ŠIB      | VOD | ZAG      |
| --- | ---------------- | -------- | -------- | -------- | -------- | -------- | -------- | --- | -------- |
| DIN | Dinara Knin      |          | 0:0      | 2:0, 1:0 | 1:0, 3:1 | 0:3      | 0:2, 4:0 |     | 1:4, 1:2 |
| DOŠK | DOŠK Drniš       | 3:3, 3:0 |          | 5:0      | 4:0      | 3:1, 0:2 | 2:0      | 4:2 | 2:3      |
| JANJ | Janjevo Kistanje | 2:1      | 0:2, 0:3 |          | 0:3      | 0:3      | 0:1, 0:3 |     |          |
| MLA | Mladost Tribunj  | 3:1      | 3:2, 2:3 | 5:0, 3:0 |          | 2:1, 0:3 | 3:1      |     | 1:3      |
| RUD | Rudar Siverić    | 2:1, 3:2 | 2:0      | 3:0, 3:0 | 3:0      |          | 1:1, 2:1 | 3:0 | 1:4      |
| ŠIB | Šibenik II       | 2:2      | 0:3, 0:2 | 3:1      | 1:1, 0:2 | 1:2      |          | 5:4 | 1:2      |
| VOD | Vodice II        | 8:2      | 2:4      |          | 2:2      | 5:2      | 0:2      |     |          |
| ZAG | Zagora II Unešić | 8:1      | 1:0, 1:4 |          | 3:1      | 2:2, 4:1 | 2:1      |     |          |
| |                  |          |          |          |          |          |          |     |          |
| podebljan rezultat - utakmice od 1. do 7., te od 15. do 21. kola (1. i 3. utakmica između klubova) rezultat normalne debljine - utakmice od 8. do 14. kola (2. utakmica između klubova) rezultat nakošen - nije vidljiv redoslijed odigravanja međusobnih utakmica iz dostupnih izvora rezultat nakošen i smanjen * - iz dostupnih izvora nije uočljiv domaćin susreta prekrižen rezultat - poništena ili brisana utakmica p - utakmica prekinuta 3:0 p.f. / 0:3 p.f. - rezultat 3:0 bez borbe |                  |          |          |          |          |          |          |     |          |

 Izvori: 

## Kvalifikacije za 3. HNL – Jug
U kvalifikacijama za 3. HNL – Jug sudjelovali su:
- DOŠK Drniš iz ŽNL Šibensko-kninske
- GOŠK Kaštela iz 1. ŽNL Splitsko-dalmatinske
- Omladinac Vranjic iz 1. ŽNL Splitsko-dalmatinske
- Metković iz 1. ŽNL Dubrovačko-neretvanske

### Polufinale
| Momčad            | Ukupno       | Momčad   | 1. ut | 2. ut |
| ----------------- | ------------ | -------- | ----- | ----- |
| Omladinac Vranjic | 2:2 2:4 11 m | Metković | 2:0   | 0:2   |

| Momčad     | Ukupno | Momčad       | 1. ut | 2. ut |
| ---------- | ------ | ------------ | ----- | ----- |
| DOŠK Drniš | 3:9    | GOŠK Kaštela | 0:5   | 3:4   |

### Finale
| Momčad   | Ukupno | Momčad       | 1. ut | 2. ut |
| -------- | ------ | ------------ | ----- | ----- |
| Metković | 1:8    | GOŠK Kaštela | 1:4   | 0:4   |

- GOŠK Kaštela kvalificirala se za 3. NL – Jug

## Vanjske poveznice
- 1. ŽNL Šibensko-kninska, facebook stranica
- forum sportnet.hr, 1.ŽNL Šibensko-kninska  Arhivirana inačica izvorne stranice od 14. svibnja 2021. (Wayback Machine)
- sibenskiportal.rtl.hr, Sport  Arhivirana inačica izvorne stranice od 2. veljače 2023. (Wayback Machine)
- sibenski.slobodnadalmacija.hr, Sport / Nogomet
- dalmatinskinogomet.hr